# 15.ª etapa de la Vuelta a España 2024
La 15.ª etapa de la Vuelta a España 2024 tuvo lugar el 1 de septiembre de 2024 y consistió en una etapa de montaña con inicio en el municipio de Villafranca del Bierzo y final en Villablino sobre un recorrido de 143 km. Esta fue ganada por el español Pablo Castrillo del Equipo Kern Pharma, el australiano Ben O'Connor del Decathlon AG2R La Mondiale Team consiguió mantener el liderato.

## Clasificación de la etapa[2]
| Infiesto - Valgrande-Pajares | etapa de montaña | (143 km) |

| \| Clasificación de la etapa \| Clasificación de la etapa \| Clasificación de la etapa \| Clasificación de la etapa \| Clasificación de la etapa \| \| Ciclista \| Ciclista \| Equipo \| Tiempo \| \| \| ------------------------- \| ------------------------- \| -------------------------- \| ------------------------- \| ------------------------- \| \| 1.º \| Pablo Castrillo \| Equipo Kern Pharma \| 3 h 45 min 51 s \| \| \| 2.º \| Aleksandr Vlásov \| Red Bull-Bora-Hansgrohe \| + 12 s \| \| \| 3.º \| Pavel Sivakov \| UAE Team Emirates \| + 31 s \| \| \| 4.º \| Enric Mas \| Movistar Team \| + 1 min 04 s \| \| \| 5.º \| Primož Roglič \| Red Bull-Bora-Hansgrohe \| + 1 min 04 s \| \| \| 6.º \| Mattias Skjelmose \| Lidl-Trek \| + 1 min 09 s \| \| \| 7.º \| Richard Carapaz \| EF Education-EasyPost \| + 1 min 13 s \| \| \| 8.º \| Sepp Kuss \| Team Visma \\| Lease a Bike \| + 1 min 22 s \| \| \| 9.º \| Mikel Landa \| Soudal Quick-Step \| + 1 min 27 s \| \| \| 10.º \| David Gaudu \| Groupama-FDJ \| + 1 min 37 s \| \| |                   |                            |                 |
| |                   |                            |                 |
| Fuente: ProCyclingStats |                   |                            |                 |
| Clasificación de la etapa |                   |                            |                 |
| Ciclista | Ciclista          | Equipo                     | Tiempo          |
| 1.º | Pablo Castrillo   | Equipo Kern Pharma         | 3 h 45 min 51 s |
| 2.º | Aleksandr Vlásov  | Red Bull-Bora-Hansgrohe    | + 12 s          |
| 3.º | Pavel Sivakov     | UAE Team Emirates          | + 31 s          |
| 4.º | Enric Mas         | Movistar Team              | + 1 min 04 s    |
| 5.º | Primož Roglič     | Red Bull-Bora-Hansgrohe    | + 1 min 04 s    |
| 6.º | Mattias Skjelmose | Lidl-Trek                  | + 1 min 09 s    |
| 7.º | Richard Carapaz   | EF Education-EasyPost      | + 1 min 13 s    |
| 8.º | Sepp Kuss         | Team Visma \| Lease a Bike | + 1 min 22 s    |
| 9.º | Mikel Landa       | Soudal Quick-Step          | + 1 min 27 s    |
| 10.º | David Gaudu       | Groupama-FDJ               | + 1 min 37 s    |

## Clasificaciones al final de la etapa

### Clasificación general[3]
| \| Clasificación general \| Clasificación general \| Clasificación general \| Clasificación general \| Clasificación general \| \| Ciclista \| Ciclista \| Equipo \| Tiempo \| \| \| --------------------- \| --------------------- \| -------------------------- \| --------------------- \| --------------------- \| \| 1.º \| Ben O'Connor \| Decathlon-AG2R La Mondiale \| 56 h 31 min 49 s \| \| \| 2.º \| Primož Roglič \| Red Bull-Bora-Hansgrohe \| + 1 min 21 s \| \| \| 3.º \| Enric Mas \| Movistar Team \| + 3 min 01 s \| \| \| 4.º \| Richard Carapaz \| EF Education-EasyPost \| + 3 min 13 s \| \| \| 5.º \| Mikel Landa \| Soudal Quick-Step \| + 3 min 20 s \| \| \| 6.º \| Carlos Rodríguez \| Ineos Grenadiers \| + 4 min 12 s \| \| \| 7.º \| Florian Lipowitz \| Red Bull-Bora-Hansgrohe \| + 4 min 29 s \| \| \| 8.º \| Felix Gall \| Decathlon-AG2R La Mondiale \| + 4 min 42 s \| \| \| 9.º \| David Gaudu \| Groupama-FDJ \| + 4 min 44 s \| \| \| 10.º \| Adam Yates \| UAE Team Emirates \| + 5 min 17 s \| \| |                  |                            |                  |
| |                  |                            |                  |
| Fuente: ProCyclingStats |                  |                            |                  |
| Clasificación general |                  |                            |                  |
| Ciclista | Ciclista         | Equipo                     | Tiempo           |
| 1.º | Ben O'Connor     | Decathlon-AG2R La Mondiale | 56 h 31 min 49 s |
| 2.º | Primož Roglič    | Red Bull-Bora-Hansgrohe    | + 1 min 21 s     |
| 3.º | Enric Mas        | Movistar Team              | + 3 min 01 s     |
| 4.º | Richard Carapaz  | EF Education-EasyPost      | + 3 min 13 s     |
| 5.º | Mikel Landa      | Soudal Quick-Step          | + 3 min 20 s     |
| 6.º | Carlos Rodríguez | Ineos Grenadiers           | + 4 min 12 s     |
| 7.º | Florian Lipowitz | Red Bull-Bora-Hansgrohe    | + 4 min 29 s     |
| 8.º | Felix Gall       | Decathlon-AG2R La Mondiale | + 4 min 42 s     |
| 9.º | David Gaudu      | Groupama-FDJ               | + 4 min 44 s     |
| 10.º | Adam Yates       | UAE Team Emirates          | + 5 min 17 s     |

### Clasificación por puntos[4]
| Clasificación por puntos | Clasificación por puntos | Clasificación por puntos   | Clasificación por puntos | Clasificación por puntos |
| Ciclista                 | Ciclista                 | Equipo                     | Puntos                   |                          |
| ------------------------ | ------------------------ | -------------------------- | ------------------------ | ------------------------ |
| 1.º                      | Wout van Aert            | Team Visma \| Lease a Bike | 291 pts                  |                          |
| 2.º                      | Kaden Groves             | Alpecin-Deceuninck         | 182 pts                  |                          |
| 3.º                      | Harold Tejada            | Astana Qazaqstan Team      | 95 pts                   |                          |
| 4.º                      | Pavel Bittner            | Team dsm-firmenich PostNL  | 81 pts                   |                          |
| 5.º                      | Pablo Castrillo          | Equipo Kern Pharma         | 73 pts                   |                          |
| 6.º                      | Mathias Vacek            | Lidl-Trek                  | 70 pts                   |                          |
| 7.º                      | Ben O'Connor             | Decathlon-AG2R La Mondiale | 68 pts                   |                          |
| 8.º                      | Jhonatan Narváez         | Ineos Grenadiers           | 67 pts                   |                          |
| 9.º                      | Primož Roglič            | Red Bull-Bora-Hansgrohe    | 66 pts                   |                          |
| 10.º                     | Corbin Strong            | Israel-Premier Tech        | 64 pts                   |                          |

### Clasificación de la montaña[5]
| Clasificación de la montaña | Clasificación de la montaña | Clasificación de la montaña | Clasificación de la montaña | Clasificación de la montaña |
| Ciclista                    | Ciclista                    | Equipo                      | Puntos                      |                             |
| --------------------------- | --------------------------- | --------------------------- | --------------------------- | --------------------------- |
| 1.º                         | Wout van Aert               | Team Visma \| Lease a Bike  | 46 pts                      |                             |
| 2.º                         | Marc Soler                  | UAE Team Emirates           | 23 pts                      |                             |
| 3.º                         | Jay Vine                    | UAE Team Emirates           | 23 pts                      |                             |
| 4.º                         | Adam Yates                  | UAE Team Emirates           | 22 pts                      |                             |
| 5.º                         | Primož Roglič               | Red Bull-Bora-Hansgrohe     | 18 pts                      |                             |
| 6.º                         | David Gaudu                 | Groupama-FDJ                | 18 pts                      |                             |
| 7.º                         | Sylvain Moniquet            | Lotto Dstny                 | 17 pts                      |                             |
| 8.º                         | Marco Frigo                 | Israel-Premier Tech         | 16 pts                      |                             |
| 9.º                         | Pablo Castrillo             | Equipo Kern Pharma          | 13 pts                      |                             |
| 10.º                        | Xandro Meurisse             | Alpecin-Deceuninck          | 13 pts                      |                             |

### Clasificación de los jóvenes[6]
| Clasificación del mejor joven | Clasificación del mejor joven | Clasificación del mejor joven | Clasificación del mejor joven | Clasificación del mejor joven |
| Ciclista                      | Ciclista                      | Equipo                        | Tiempo                        |                               |
| ----------------------------- | ----------------------------- | ----------------------------- | ----------------------------- | ----------------------------- |
| 1.º                           | Carlos Rodríguez              | Ineos Grenadiers              | 56 h 36 min 01 s              |                               |
| 2.º                           | Florian Lipowitz              | Red Bull-Bora-Hansgrohe       | + 17 s                        |                               |
| 3.º                           | Mattias Skjelmose             | Lidl-Trek                     | + 1 min 12 s                  |                               |
| 4.º                           | Matthew Riccitello            | Israel-Premier Tech           | + 36 min 04 s                 |                               |
| 5.º                           | Mauri Vansevenant             | Soudal Quick-Step             | + 53 min 00 s                 |                               |
| 6.º                           | Max Poole                     | Team dsm-firmenich PostNL     | + 56 min 12 s                 |                               |
| 7.º                           | Giovanni Aleotti              | Red Bull-Bora-Hansgrohe       | + 1 h 04 min 09 s             |                               |
| 8.º                           | Isaac Del Toro                | UAE Team Emirates             | + 1 h 09 min 35 s             |                               |
| 9.º                           | Valentin Paret-Peintre        | Decathlon-AG2R La Mondiale    | + 1 h 10 min 39 s             |                               |
| 10.º                          | William Junior Lecerf         | Soudal Quick-Step             | + 1 h 11 min 48 s             |                               |

### Clasificación por equipos[7]
| Clasificación por equipos | Clasificación por equipos  | Clasificación por equipos | Clasificación por equipos |
| Equipo                    | Equipo                     | Tiempo                    |                           |
| ------------------------- | -------------------------- | ------------------------- | ------------------------- |
| 1.º                       | UAE Team Emirates          | 169 h 13 min 55 s         |                           |
| 2.º                       | Red Bull-Bora-Hansgrohe    | + 38 min 29 s             |                           |
| 3.º                       | Decathlon-AG2R La Mondiale | + 48 min 39 s             |                           |
| 4.º                       | Team Visma \| Lease a Bike | + 1 h 03 min 11 s         |                           |
| 5.º                       | Israel-Premier Tech        | + 1 h 03 min 32 s         |                           |
| 6.º                       | Lidl-Trek                  | + 1 h 13 min 25 s         |                           |
| 7.º                       | Ineos Grenadiers           | + 1 h 14 min 04 s         |                           |
| 8.º                       | Groupama-FDJ               | + 1 h 14 min 24 s         |                           |
| 9.º                       | Soudal Quick-Step          | + 1 h 19 min 39 s         |                           |
| 10.º                      | Equipo Kern Pharma         | + 1 h 49 min 07 s         |                           |

## Abandonos
- Cian Uijtdebroeks (Team Visma-Lease a Bike) no tomó la salida.
- Pelayo Sánchez (Movistar Team) no terminó la etapa.